# 渡辺陸雄
渡辺 陸雄（わたなべ りくお）は、日本の音楽教育者、合唱指導者。

## 経歴
品川区立第三日野小学校、大田区立田園調布小学校、豊島区立目白小学校、豊島区立仰高小学校などで音楽教諭を務める。　
NHK全国学校音楽コンクール・小学校の部において、渡辺の指導のもと、第三日野小学校が第27回大会（1960年度・昭和35年）および第28回大会（1961年度・昭和36年）で金賞を受賞。

## 著書・メディア
- 『児童発声の研究と合唱指導 (音楽教育選書〈1〉)』 (1976年) 伊藤雅子,藤井憲,渡辺陸雄
- 『児童期・変声期・成人へつながる 発声と合唱の指導』 (1983年9月・音楽之友社)
- 『低学年からの歌唱指導 生命力のある美しさをめざして』 (1989年11月・音楽之友社)
- 『授業にすぐ使える やさしい指揮法』 (1993年・教育芸術社)
- 『型破りの履歴書: 山猿が賭けたコーラス人生』 (1995年6月・三友社出版)
- 『音楽指導ハンドブック(1) 小学校の歌唱指導診断38』 (1995年11月・音楽之友社)
- 『声権を尊重した歌唱指導』 (2002年・教育芸術社)

ビデオ
- 『小学生の合唱のための　声づくりのポイント』
- 『パート別クラス合唱新指導選集　合唱づくりのポイント』
- 『合唱の導入と新曲による指導の過程』

合唱曲集
- 『夢のふうりん』（1977年）
- 『少年の日はいま』（1987年）
- 『みんな友だち』（1988年）
- 『歌よ風よ』（1989年）
- 『ブルー・スカイ』（1990年）
- 『君はペガサス』（1991年）
- 『ビューティフルハート』（1992年）

## 雑誌
- 『初等教育資料　202号』（1966年9月）
  - ＜指導事例＞ 音楽科における資料収集の観点と事例
- 『小三教育技術　27巻4号』（1973年6月）
  - 各科重点教材の指導 音楽 旋律の形
- 『教育じほう　305号』（1973年6月）
  - 特集 どの子にもわかる授業 どの子にもわかる授業のポイント 子どもの声を尊重する 音楽・小
- 『小三教育技術　27巻9号』（1973年11月）
  - 各科重点教材の指導 音楽 楽しい合唱
- 『教育音楽　中学版　21巻8号』（1977年8月）
  - 書評
- 『教育じほう　500号』（1989年9月）
  - 特集 若い教師へのアドバイス 楽しく合唱するための導入について
- 『教育じほう　583号』（1996年8月）
  - 風 身が震えたハーモニーの体感が私の生涯を決定づけた